# Wittes
Wittes – miejscowość i gmina we Francji, w regionie Hauts-de-France, w departamencie Pas-de-Calais.
Według danych na rok 1990 gminę zamieszkiwały 572 osoby, a gęstość zaludnienia wynosiła 146 osób/km² (wśród 1549 gmin regionu Nord-Pas-de-Calais Wittes plasuje się na 736. miejscu pod względem liczby ludności, natomiast pod względem powierzchni na miejscu 769.).